# Bateatîci, Kameanka-Buzka
Bateatîci (în ucraineană Батятичі) este localitatea de reședință a comunei Bateatîci din raionul Kameanka-Buzka, regiunea Liov, Ucraina.

## Demografie
Componența lingvistică a localității Bateatîci
     Ucraineană (99,59%)
     Alte limbi (0,36%)
Conform recensământului din 2001, majoritatea populației localității Bateatîci era vorbitoare de ucraineană (99,59%), existând în minoritate și vorbitori de alte limbi.